# 3093 Bergholz
A 3093 Bergholz (ideiglenes jelöléssel 1971 MG) a Naprendszer kisbolygóövében található aszteroida. Tamara Szmirnova fedezte fel 1971. június 28-án.